# Cruel Jaws
 (février 2020).
Si vous disposez d'ouvrages ou d'articles de référence ou si vous connaissez des sites web de qualité traitant du thème abordé ici, merci de compléter l'article en donnant les références utiles à sa vérifiabilité et en les liant à la section « Notes et références ».
Pour plus de détails, voir Fiche technique et Distribution.
Cruel Jaws est un film italo-américain, réalisé par Bruno Mattei, sorti en 1995.
Le film utilise la trame de la saga Les Dents de la mer. De nombreuses séquences sont de simples stock-shot des Dents de la mer et de La Mort au large. À la suite de nombreuses plaintes après avoir utilisé le titre Les Dents de la mer 5 (Jaws 5), le film a du être finalement renommé.

## Synopsis
Dans la station balnéaire de Hampton Bay, Samuel Lewis veut expulser Dag Soerensen qui dirige un parc aquatique, pour exploiter son terrain et construire un complexe hôtelier. Pendant ce temps, la ville est sens dessus dessous à la suite d'une série de morts tragiques : trois corps de baigneurs ont été retrouvés horriblement mutilés sur le bord de la plage. Pour la police, cela ne fait aucun doute, c'est l'œuvre d'un requin-tigre, le mangeur d'hommes.

## Fiche technique
- Titre original : Cruel Jaws
- Titre alternatif : Les Dents de la mer 5
- Réalisation : William Snyder alias Bruno Mattei
- Scénario : Robert Feen, Bruno Mattei
- Directeur de la photographie : Ben Jackson, Luigi Ciccarese
- Musique : Michael Morahan
- Distribution : VPS Video
- Pays d'origine :  Italie,  États-Unis
- Format : Couleur
- Genre : Film d'aventures, Film d'action, Comédie, Film d'horreur, Thriller
- Durée : 93 minutes
- Dates de sortie :
  -  États-Unis : 1995
  -  Italie : 26 septembre 1995
- Public : Interdit aux moins de 12 ans

## Distribution
- Richard Dew (VF : Gérard Dessalles) : Dag Snerensen
- David Luther (VF : Bernard Métraux) : Francis Berger
- George Barnes Jr. (VF : Jean-Pierre Moulin) : Samuel Lewis
- Scott Silveria : Bob Snerensen
- Kirsten Urso : Susy Snerensen
- Sky Palma (VF : Emmanuèle Bondeville) : Glenda
- Norma J. Nesheim (VF : Malvina Germain) : Vanessa
- Gregg Hood (VF : Serge Faliu) : Bill Morrison
- Carter Collins : Ronnie Lewis
- Natasha Etzer : Gloria Lewis
- Larry Zience : Larry
- Jay Colligan : Tommy
- Dana Paul (VF : Pascal Renwick) : le Mafieux

## Musique
- Musique originale de Star Wars.

## Analyse
- De nombreuses scènes ont été reprises des films Les Dents de la mer, Les Dents de la mer 2, et La Mort au large ainsi que de nombreuses reprises scénaristiques comme la capture d'un requin-tigre qui s'avérera ne pas être le requin tueur et la scène où deux jeunes sont surpris en train de flirter dans l'eau (référence aux Dents de la mer 3).

## Autour du film

### Sortie vidéo
Le film a été réédité en DVD en décembre 2012.